# لوئی لاتیفولیا
لوئی لاتیفولیا (نام علمی: Typha latifolia) نام یک گونه از سرده لوئی است.